# Billy Major
William („Billy“) Major (* 21. November 1996 in Cambridge, England) ist ein britischer Skirennläufer. Er ist auf die technische Disziplin Slalom spezialisiert und nahm 2022 an den Olympischen Winterspielen in Peking teil.

## Biografie

### Jugend und Europacup
Der aus Cambridge stammende Billy Major bestritt einen Monat nach seinem 15. Geburtstag in Valmeinier seine ersten FIS-Rennen. Im März 2012 nahm er in Méribel erstmals an britischen Meisterschaften teil. Zwischen 2012 und 2015 startete er im Südwinter regelmäßig im South American Cup. Nach mehreren Starts bei FIS- und Citizen-Rennen nahm er im Februar 2013 am Europäischen Olympischen Jugendfestival in Poiana Brașov teil und schied im Riesenslalom wie auch im Slalom aus. Bei seinen ersten Juniorenweltmeisterschaft in Jasná belegte er die Ränge 50 und 76 in Super-Kombination und Super-G, in den technischen Disziplinen kam er erneut nicht ins Ziel. Zwei Jahre später klassierte er sich in Sotschi auf den Plätzen 49 und 56 in Abfahrt und Super-G. Sein bestes Ergebnis gelang ihm bei seiner dritten und letzten JWM-Teilnahme 2017 in Åre, wo er Riesenslalom-Rang 31 erreichte.
Sein Europacup-Debüt gab Major Anfang Januar 2016 in Val-Cenis. In Folge zahlreicher Ausfälle und Nichtqualifikationen für den zweiten Durchgang fokussierte er sich auf den Slalom und schaffte 2020/21 den Durchbruch an die Spitze. Nach einem siebenten Platz in Val-Cenis, seinem ersten Ergebnis in den Punkterängen, führte er einen Tag später vor Laurie Taylor einen britischen Doppelsieg an. Mit einem weiteren Sieg in Meiringen-Hasliberg entschied er die Europacup-Disziplinenwertung für sich. Im Januar 2022 gelang ihm in Berchtesgaden sein dritter Slalomsieg im Europacup.

### Weltcup und Großereignisse
Im Februar 2019 nahm Billy Major, ohne zuvor bei einem Weltcup-Rennen gestartet zu sein, in Åre erstmals an Weltmeisterschaften teil, konnte den Slalom aber nicht ohne Ausfall beenden. Am 21. Dezember 2020 gab er im Slalom auf der Gran Risa sein Weltcup-Debüt. Bei den folgenden Weltmeisterschaften in Cortina d’Ampezzo startete er in drei Rennen und schied sowohl im Parallelrennen als auch im Slalom vorzeitig aus. Mit der britischen Mannschaft belegte er Rang zwölf. Ende Januar 2022 gelang ihm mit Rang 18 beim Schladminger Nachtslalom seine erste Platzierung in den Weltcup-Punkterängen. Bei den Olympischen Spielen von Peking schied er im ersten Slalomlauf aus.

## Erfolge

### Weltmeisterschaften
- Cortina d’Ampezzo 2021: 12. Mannschaftswettbewerb
- Courchevel 2023: 28. Slalom
- Saalbach-Hinterglemm 2025: 15. Slalom

### Weltcup
- 5 Platzierungen unter den besten 20

### Weltcupwertungen
| Saison  | Gesamt | Gesamt | Slalom | Slalom |
| Saison  | Platz  | Punkte | Platz  | Punkte |
| ------- | ------ | ------ | ------ | ------ |
| 2021/22 | 130.   | 13     | 48.    | 13     |
| 2022/23 | 117.   | 28     | 38.    | 28     |
| 2023/24 | 90.    | 48     | 31.    | 48     |

### Juniorenweltmeisterschaften
- Jasná 2014: 50. Super-Kombination, 76. Super-G
- Sotschi 2016: 49. Abfahrt, 56. Super-G
- Åre 2017: 31. Riesenslalom

### Europacup
- Saison 2020/21: 1. Slalomwertung
- Saison 2021/22: 10. Slalomwertung
- 4 Podestplätze, davon 3 Siege:

| Datum            | Ort                 | Land        | Disziplin |
| ---------------- | ------------------- | ----------- | --------- |
| 7. Januar 2021   | Val-Cenis           | Frankreich  | Slalom    |
| 18. Februar 2022 | Meiringen-Hasliberg | Schweiz     | Slalom    |
| 8. Januar 2022   | Berchtesgaden       | Deutschland | Slalom    |

### Weitere Erfolge
- 3 britische Vizemeistertitel (Super-G 2014, Slalom 2015, Riesenslalom 2017)
- Sieg bei den Liechtensteiner Meisterschaften im Slalom 2020
- 3 Siege in FIS-Rennen